# 彭孝军
彭孝军（1962年10月—），男，湖南澧县人，中国精细化工专家，大连理工大学教授，中国科学院院士。

## 生平
1982年毕业于大连理工大学，1986年和1990年先后获得大连理工大学硕士、博士学位。2017年当选为中国科学院院士。